# Darkened Nocturn Slaughtercult
Darkened Nocturn Slaughtercult är ett tysk-polskt Black metal-band, grundat 1997. Bandet har en kvinnlig sångare, vilket är ovanligt inom genren. Bandet har hittills (2017) släppt fem fullängdsalbum. Låttexterna handlar om satanism, ockultism, död och ondska.

## Medlemmar
Nuvarande medlemmar
- Onielar (Yvonne Wilczynska) – sång, kompgitarr (1997–)
- Velnias (Sven Galinsky) – sologitarr (1998–)
- Horrn (Michael Pelkowsky) – trummor, slagverk (2001–)
- Adversarius (Tobias Lachmann) – basgitarr (2009–)
- René Kögel – basgitarr (2019– )

Tidigare medlemmar
- Thymos – basgitarr (1997–1999)
- Ariovist (Mike Engelmann) – trummor (1997–1999)
- Emporonorr – basgitarr (2002–2006)
- Necropest (Andreas Classen) – basgitarr (2006–2008)

Turnerande medlemmar
- René Kögel – basgitarr (2019)

## Diskografi
Demor
- The Pest Called Humanity (1999)

Split
- The Pest Called Humanity / Luciferian Dark Age (2001; med Pyre)
- Underneath Stars of the East / Emptyness (2003; med Donkelheet)
- The Legion of Chaos (2011; Purgatory)

Studioalbum
- Follow the Calls for Battle (2001)
- Nocturnal March (2004)
- Hora Nocturna (2006)
- Saldorian Spell (2009)
- Necrovision (2013)
- Mardom (2019)

Samlingsalbum
- Evoking a Decade (2008)